# バイエルン選帝侯領

バイエルン選帝侯領
Kurfürstentum Bayern  (ドイツ語)

1648年のバイエルン選帝侯領（赤）

バイエルン選帝侯領（バイエルンせんていこうりょう、ドイツ語: Kurfürstentum Bayern）は、1648年から1806年まで存在した、神聖ローマ帝国の領邦である。1777年からはプファルツ選帝侯領と統合して、プファルツ・バイエルン選帝侯領となった。1806年1月1日に成立したバイエルン王国へと発展し、1806年7月25日に批准されたライン同盟規約による神聖ローマ帝国からの脱退をもって正式に消滅した。現ドイツ・バイエルン州の一部にあたる。

## 歴史

### 前史
1180年にオットー1世がバイエルン公に封じられて以来、バイエルンはヴィッテルスバッハ家が統治していたが、14世紀にバイエルン系とプファルツ（ライン宮中伯）系に分離した。後者は1356年の金印勅書で選帝侯位を獲得した。ヴィッテルスバッハ家の両系統では、以後も一族内で分割相続が行われて所領がたびたび細分化されていたが、バイエルンでは16世紀のヴィルヘルム4世以後、長子単独相続が行われるようになった。
1618年、プロテスタントの盟主であったプファルツ＝ジンメルン家のプファルツ選帝侯フリードリヒ5世がボヘミア王に推戴されたことが契機となって三十年戦争が勃発する。これに対して、バイエルン公マクシミリアン1世は神聖ローマ皇帝フェルディナント2世側に就き、カトリック軍の主力として戦った。マクシミリアン1世はその功績を皇帝に認められ、1623年にフリードリヒ5世が有していたプファルツ選帝侯領及び選帝侯位を与えられたが、これは明らかに金印勅書に反するものであり、結果として戦争を激化させた。マクシミリアン1世自身もスウェーデン軍によってミュンヘンを追われた。
1648年のヴェストファーレン条約で、マクシミリアン1世に与えられていたプファルツ領の大部分はフリードリヒ5世の息子カール1世ルートヴィヒに返還されたが、マクシミリアン1世には選帝侯位の保持が認められ、カール1世ルートヴィヒにも新設のものとして選帝侯位が授けられた。以後、マクシミリアン1世の家系は伝来のバイエルン公領を統治するとともに代々選帝侯位を伝え、その所領はバイエルン選帝侯領と称されるようになる。

### ハプスブルク家との抗争
選帝侯位を獲得したバイエルン系ヴィッテルスバッハ家は、かつてそうであったように、次第に神聖ローマ帝国内におけるハプスブルク家の対抗馬として頭角を顕していくことになる。第3代選帝侯マクシミリアン2世エマヌエルは、最初の妃マリア・アントニア皇女がスペイン・ハプスブルク朝最後の国王カルロス2世の姪であったことから、その嫡子ヨーゼフ・フェルディナントが王位継承者としてアストゥリアス公に叙され、マクシミリアン2世自身もスペイン領ネーデルラントの総督に任命された。しかしヨーゼフ・フェルディナントは夭折し、スペイン王位にはフランス王ルイ14世の孫で、マクシミリアン2世の姉マリア・アンナの息子でもあるフェリペ5世が就いた。マクシミリアン2世は新国王の叔父として引き続きネーデルラント総督の地位を認められた。
フェリペ5世の即位を巡ってスペイン継承戦争が勃発すると、マクシミリアン2世はフランス側に就いたが、1704年のブレンハイムの戦いでオーストリア・イギリス連合軍に敗北してバイエルンを占領され、ネーデルラントへの亡命を余儀なくされた。ネーデルラントも1706年のラミイの戦いに敗北したことで喪失、フランスへ亡命した。8年後の1714年のバーデンの和約で、マクシミリアン2世はバイエルンを回復することが出来た。
1740年に皇帝カール6世が没し、その娘マリア・テレジアと夫のロレーヌ公フランツ・シュテファンが後を継ぐことになったが、周辺諸国はこれに異議を唱えてオーストリア継承戦争が勃発する。ハプスブルク家の対抗馬として担ぎ出されたのが、ヨーゼフ・フェルディナントの異母弟でマリア・アマーリエ皇女を妻に持つカール・アルブレヒト選帝侯であり、本人も皇帝位への野心を隠さなかった。カール・アルブレヒトは1741年にチロル、ボヘミア、上オーストリアを占領し、翌1742年には皇帝カール7世として戴冠を行った。しかし、ハンガリーからの援軍を得たマリア・テレジアは反撃に転じ、領土を奪還したのみならず、バイエルンをも占領するに至った。カール7世は1745年に失意のうちに没し、後を継いだ息子マクシミリアン3世ヨーゼフは同年のフュッセン条約でフランツ・シュテファンの皇帝位を認めた。

### プファルツ選帝侯領との統合とバイエルン王国の成立
1777年にマクシミリアン3世ヨーゼフが男子を残すことなく没したことで、バイエルン系ヴィッテルスバッハ家は断絶した。サリカ法に則って、遠縁であるプファルツ＝ズルツバッハ家出身のプファルツ選帝侯カール・テオドールがバイエルン選帝侯を継承し、ヴィッテルスバッハ家は統合された。しかし、カール・テオドールはバイエルン統治に乗り気ではなく、これに目を付けた神聖ローマ皇帝ヨーゼフ2世はバイエルンとオーストリア領ネーデルラントの交換を持ちかけた。カール・テオドール自身はこの交換に応じるつもりであったが、周辺諸国の妨害（バイエルン継承戦争）で実現せず、バイエルンの民衆との間に溝が深まっただけであった。
1789年のフランス革命及び1792年の革命戦争の勃発にバイエルンも否応もなく巻き込まれ、国内には10万のオーストリア軍が駐屯したが、バイエルン人の伝統的な反オーストリア感情を焚きつけることになった。民衆の不信が募る中、1799年2月12日にカール・テオドールは廷臣たちとトランプに興じている最中に倒れ、4日後に帰らぬ人になった。
カール・テオドールの死を受けて、プファルツ＝ビルケンフェルト家のプファルツ=ツヴァイブリュッケン公マクシミリアン4世ヨーゼフが選帝侯位を継承した。カール・テオドールの「悪政」に不満を抱いていた民衆はこれを歓迎し、マクシミリアン4世ヨーゼフもこれに応えるべくモンジュラ伯を登用して啓蒙政治を行ったが、国外情勢にも対応しなければならなかった。革命戦争は激化し、フランス革命軍の勢いは凄まじく、既にマクシミリアン4世ヨーゼフの拠点であったプファルツ=ツヴァイブリュッケン公国を制圧し、バイエルンにまで肉薄する勢いだったのである。そして1800年6月28日にミュンヘンは革命軍の手に落ち、マクシミリアン4世ヨーゼフは亡命を余儀なくされた。バイエルンには共和政樹立の気配さえ出た。1801年2月9日のリュネヴィル条約で革命軍はバイエルンから撤退してマクシミリアン4世ヨーゼフは帰国することが出来た。
その後、マクシミリアン4世ヨーゼフはフランスで急速に台頭したナポレオン・ボナパルトに接近し、同年8月28日に友好条約を結んだ。1803年に神聖ローマ帝国内での領域の再編成が行われ（帝国代表者会議主要決議）、バイエルンはライン左岸の領土とライン右岸のプファルツ選帝侯領を放棄する代わりに南ドイツ一円に領土を拡大した。1805年8月25日にマクシミリアン4世ヨーゼフは前年にフランス皇帝となったナポレオンとボーゲンハウゼン条約を締結し、バイエルンは1813年の諸国民戦争までフランスの強力な同盟国として歩んでいくことになる。1806年1月1日にマクシミリアン4世ヨーゼフは初代バイエルン国王マクシミリアン1世ヨーゼフとして戴冠し、バイエルン選帝侯領は新たに獲得した諸領とともにバイエルン王国へ統合された。